# Дельтообразный двигатель внутреннего сгорания

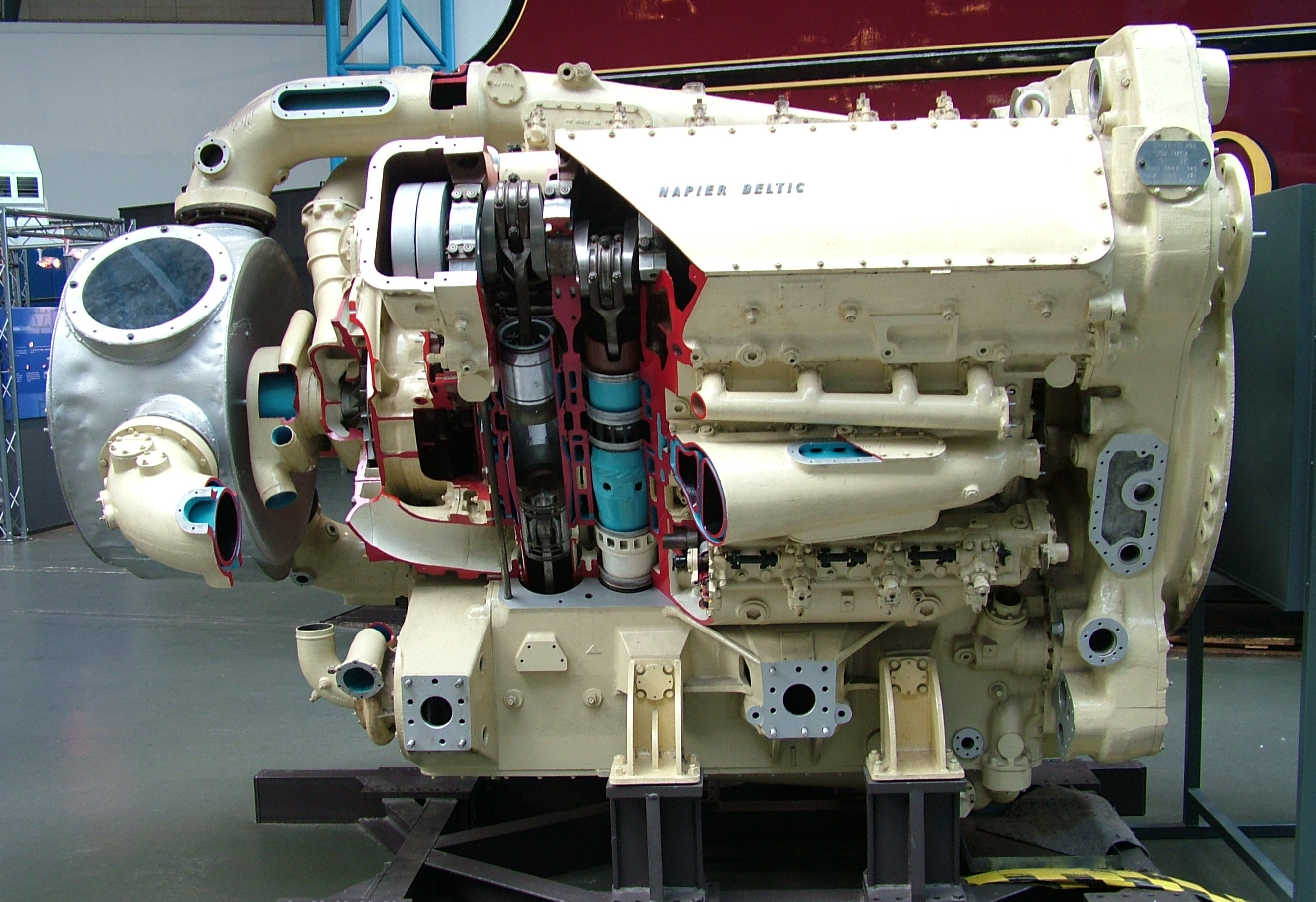
Дельтообразный двигатель в Национальном железнодорожном музее, Йорк, Великобритания

Дельтообразный двигатель (Napier Deltic) — это британский двигатель со встречным движением поршней, бесклапанный, двухтактный дизельный двигатель с продувкой нагнетателем и тремя коленчатыми валами. Был изначально разработан в середине 1940-х годов для применения на морских судах, также устанавливался на железнодорожных локомотивах. Разработан и производился компанией Napier & Son.
Цилиндры были разделены на три блока, расположенных в форме треугольника. Блоки формировали стороны с картерами, расположенными в каждой из вершин треугольника.
Термин «дельтообразный» происходит от названия греческой буквы дельта, так как в профиль двигатель соответствует треугольнику.

## История и разработка
История дельтообразного двигателя начинается в 1943 году, когда Британское Адмиралтейство создало комиссию по разработке высокомощного дизельного двигателя малого веса для торпедных катеров. До этого времени на британском флоте такие катера приводились в движение бензиновыми двигателями. Но бензин легковоспламеняем, что делает военные суда с силовыми установками на бензине более уязвимыми перед вражеским огнём. Это давало преимущество немецким E-boat судам, приводившимся в движение дизельными двигателями.
До тех пор дизельные двигатели имели низкое отношение мощности двигателя к его массе и невысокие обороты вращения коленчатого вала, и не могли использоваться для движения скоростных морских судов. До Второй мировой войны компания Нэпиер разрабатывала авиационный двигатель Culverin, по лицензии на разработанный в Германии дизельный двигатель со встречным движением поршней Junkers Jumo 204. Двигатель Culverin был двухтактным двигателем со встречным движением поршней. Вместо цилиндров, имеющих каждый по одному поршню и закрытых с одной стороны головкой цилиндра с клапанами впуска и выпуска и распределительным валом, основанные на Jumo двигатели использовали вытянутые цилиндры, содержащие два поршня, двигавшихся в противоположных направлениях относительно центра. Такая компоновка не использует тяжёлых головок цилиндров с клапанным механизмом, их роль выполняет вторые поршни. Недостатком такой конструкции является необходимость использования второго коленчатого вала для привода вторых поршней, разделения коленчатых валов и расположения их с каждой из сторон двигателя. Необходимо также использовать механические зубчатые передачи между двумя коленвалами, чтобы передать мощность от разделённых коленчатых валов на единый вал. Основное достоинство данной конструкции состоит в том, что она делает двигатель достаточно «плоским», что даёт возможность «утапливать» их в крыльях больших самолётов.

Анимированное изображение дельтообразного двигателя

Британскому Адмиралтейству требовались намного более мощные двигатели, и ему было известно о разработках фирмы «Юнкерс» по двигателям с несколькими коленчатыми валами треугольной и «бриллиантовой» (diamond-form, ромбической) схем. В Адмиралтействе посчитали целесообразным взять в качестве отправной точки разработки Юнкерса для создания более мощных двигателей. Результатом была компоновочная схема "треугольник", в котором цилиндры формируют стороны, оканчивающиеся тремя коленчатыми валами — по одному в каждой вершине. Коленчатые валы соединялись шестернями, вращение которых происходило со сдвигом по фазе на соответствующие углы, и эти шестерни передавали мощность на единый выходной вал. В таком варианте имелось шесть шатунов, приводящих в движение три коленчатых вала. Различные варианты дельтообразных двигателей могут производиться с разным количеством цилиндров, хотя девяти- и восемнадцати-цилиндровые двигатели были наиболее распространены. В 1946 году Адмиралтейство заключило контракт с Английской электрической компанией — материнской компанией Нэйпер, на разработку двигателя.
Одно из конструкторских решений в двигателе позволяло сдвинутые по фазе коленчатые валы расположить таким образом, чтобы сначала открывался/закрывался выпускной порт, а потом впускной (с отставанием на 15-20 градусов). Это позволяет осуществлять небольшой наддув. Такие двигатели называют «uniflow» — продувка цилиндра происходит без изменения направления движения газов (в отличие от петлевой продувки), что улучшает удаление продуктов сгорания/коэффициент наполнения цилиндра. Порты располагаются в порядке впуск/выпуск/впуск/выпуск/впуск/выпуск, если обходить треугольник по кругу (впускные и выпускные порты имеют вращательную симметрию).
Более ранние попытки разработки подобных двигателей потерпели неудачу из-за трудностей при попытках расположить поршни в таком положении, которое позволяло бы им двигаться корректно.
Эта проблема была решена Н. Перварденом из Инженерной лаборатории Адмиралтейства. Он предложил задать одному из коленчатых валов направление вращения против часовой стрелки, чтобы обеспечить корректный сдвиг по фазе между валами. Конструкторы фирмы Нэйпер разработали для этой идеи необходимую шестерённую передачу.
Хотя в конструкции двигателя не требовалось наличия тарельчатых клапанов, он имел распределительные валы — по одному на каждую сторону. Они использовались исключительно для привода топливных насосов. Каждый цилиндр имел собственный насос, приводимый в движение своим кулачковым механизмом.

## Применение

### Военно-морской флот

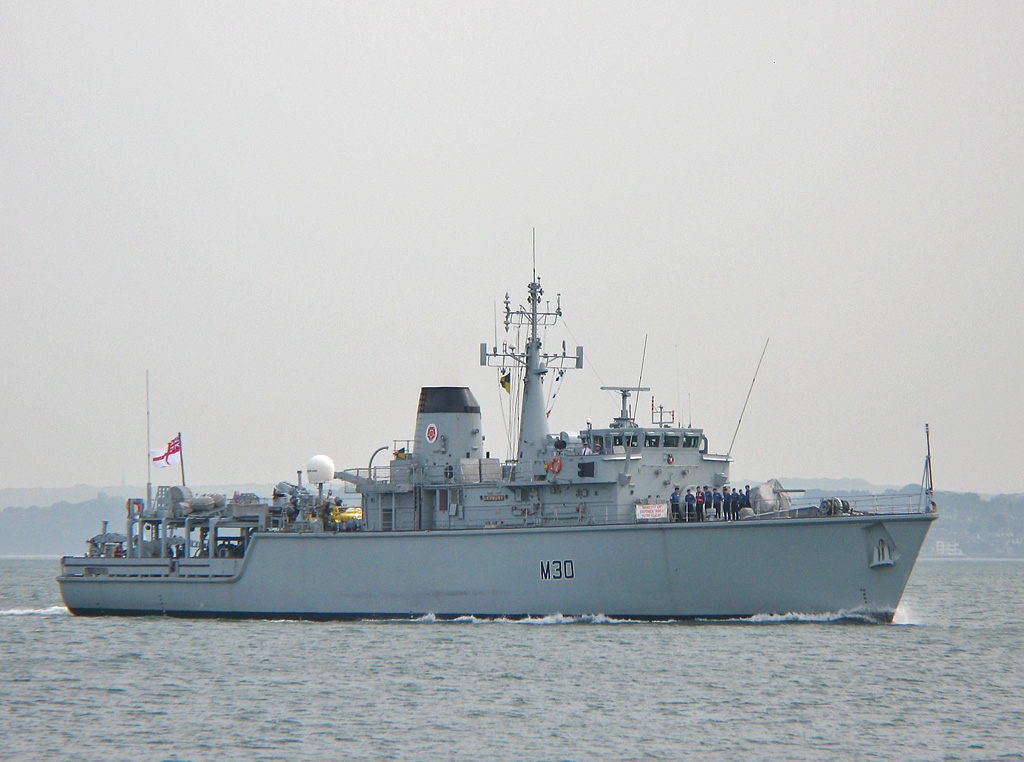
Тральщик-искатель мин типа Hunt HMS Ledbury, приводимый в движение дельтообразным двигателем

Развитие началось в 1947 году, первый образец дельтообразного двигателя был построен в 1950 году. К январю 1952 года шесть двигателей имелось в распоряжении, что достаточно для полноценной разработки и продолжительных испытаний.
S212, трофейный немецкий E-Boat, приводимый в движение дизельными двигателями Мерседес-Бенц, был выбран для испытаний, поскольку силовая установка была примерно равна по мощности новому 18-цилиндровому дельтообразному двигателю. Два двигателя Мерседес-Бенц были заменены на дельтообразные двигатели. Компактность дельтообразных двигателей можно продемонстрировать наглядно: они были в два раза меньше «родных» двигателей Мерседес-Бенц. Вес дельтообразных двигателей составлял примерно пятую часть от веса других современных двигателей аналогичной мощности.
После успешных испытаний дельтообразные двигатели стали универсальной силовой установкой для небольших и быстрых военно-морских судов.
Военно-морские силы Великобритании впервые использовали их в качестве силовых установок быстроходных патрульных катеров типа Dark. Впоследствии они устанавливались на многих других типах скоростных катеров и кораблей малого водоизмещения.

### Применение в железнодорожном транспорте

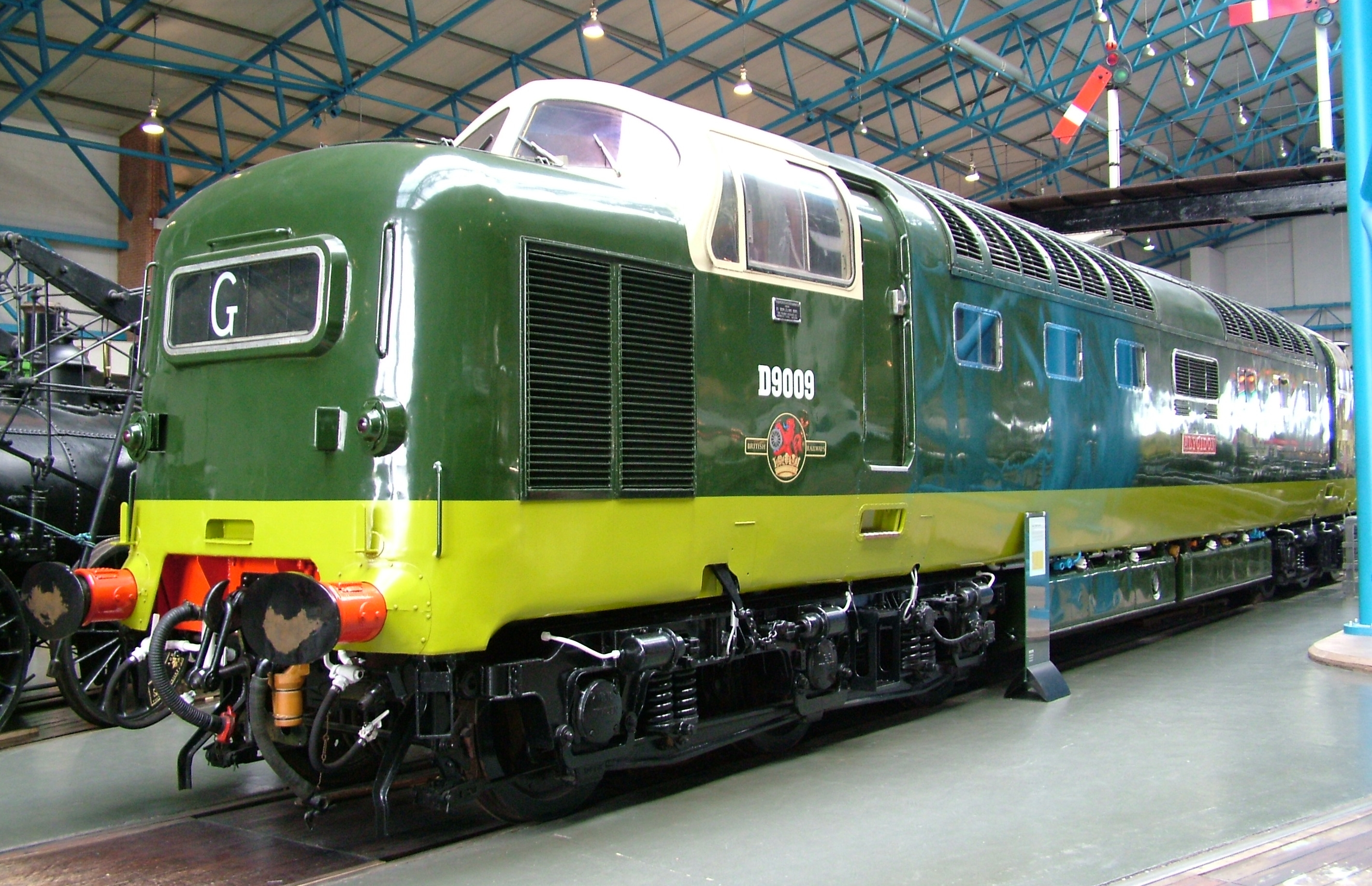
Британский локомотив класса 55 Alycidon, приводимый в движение дельтообразным двигателем, находящийся в Национальном железнодорожном музее Великобритании в Йорке

Дельтообразные двигатели использовались в двух серийных типах британских тепловозов: классов 55 и 23, построенных в 1960-х годах, а также в прототипе English Electric Deltic.

### Надёжность и обслуживание
В то время как дельтообразные двигатели были успешными и очень мощными для своих размеров и веса, они были очень «капризными» устройствами, требующими аккуратного обращения. Их ремонт не мог быть выполнен "на месте". Приходилось полностью демонтировать двигатель и заменять на исправный. Дельтообразные двигатели легко изымались после поломки, и обычно отправлялись производителю для ремонта, хотя после того как исходные контракты истекли, Британские военно-морские силы и «Британские железные дороги» основали собственные мастерские для ремонта и обслуживания этих двигателей.

## Сравнимые двигатели
- Звезда М503